# 歐足聯U-21五人制足球錦標賽
歐足聯U-21五人制足球錦標賽（UEFA European Under-21 Futsal Tournament）是一項已經停辦的歐洲五人制足球錦標賽，由歐洲足協主辦，這項賽事只在2008年舉辦過一屆就再沒有繼續舉辦。2008年的賽事俄羅斯為主辦國，最終俄羅斯殺入決賽擊敗意大利奪冠。 

## 歷屆賽事
| 2008 | 俄羅斯 | · 俄羅斯 | 5–4 （加时） | · 義大利 | 西班牙 及 乌克兰 |